# Svenstavik
Svenstavik è un piccolo centro della Svezia centro-settentrionale, capoluogo della municipalità di Berg; si estende su 1,58 km² e aveva, nel 2005, una popolazione di 948 abitanti.